# Luitenant-generaal Bestkazerne

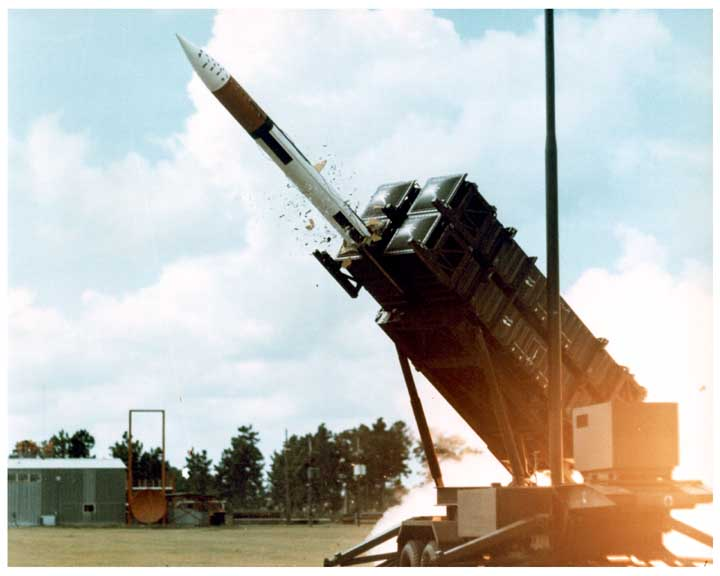
Patriot PAC2-lancering

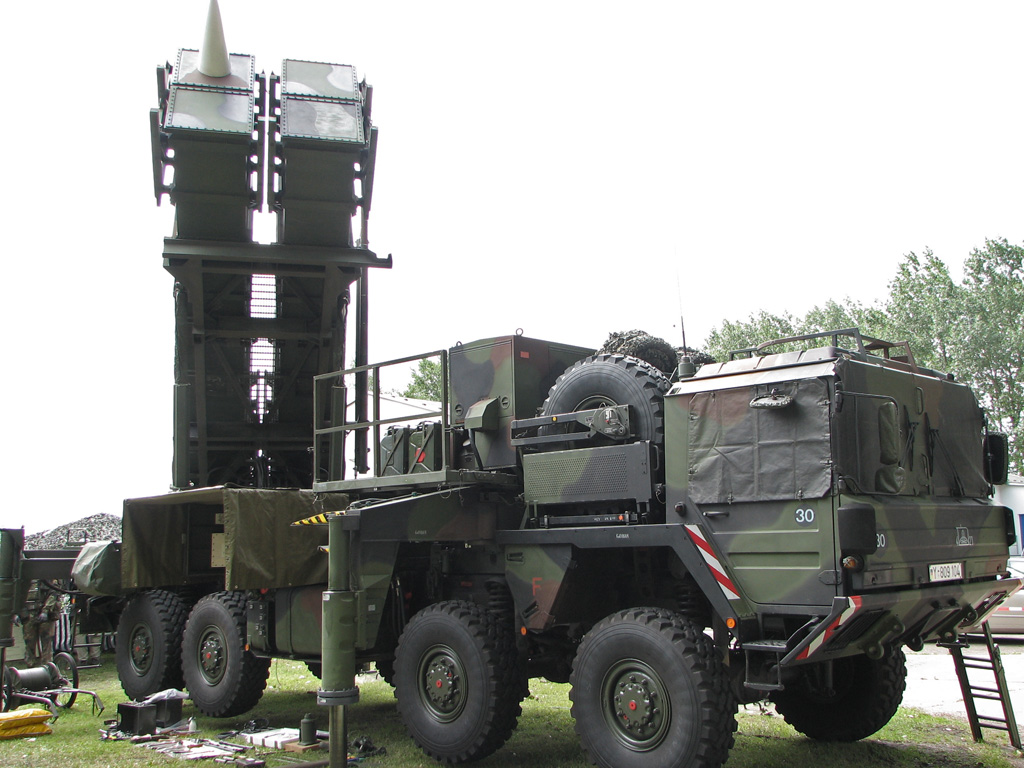
Patriot Launcher

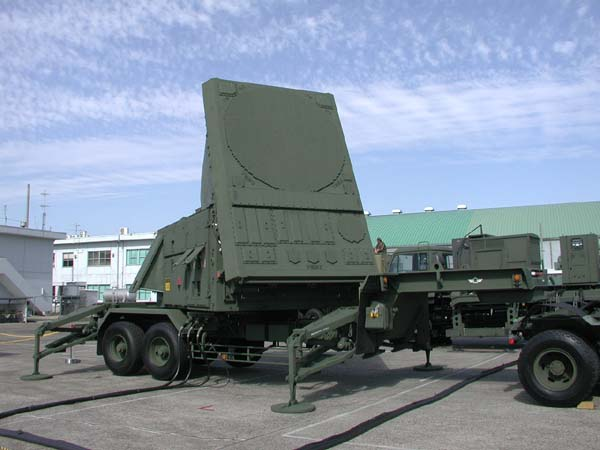
Phased Array Radar

Luitenant-generaal Bestkazerne is sinds 2012 de benaming van luchtmachtbasis De Peel. Het is een voormalige Nederlandse vliegbasis met een reserve-status gelegen in de Peelregio op de grens van Oost-Brabant en Limburg, in de gemeente Venray. De kazerne is genoemd naar luitenant-generaal Petrus Wilhelmus Best, deze was commandant van de Luchtvaartafdeeling in de meidagen van 1940. Sinds 2012 huist het Defensie Grondgebonden Luchtverdedigingscommando van de Koninklijke Landmacht in de kazerne. Vanaf 2013 gebruikt ook de Echocompagnie van het 30 Natresbataljon de faciliteiten. Er zijn ongeveer 850 mensen werkzaam.

## Geschiedenis
In de Tweede Wereldoorlog is in de regio veel gevochten; er wordt nog regelmatig onontplofte munitie aangetroffen bij oude linies.
De vliegbasis is in 1954 aangelegd met 1 startbaan en 1 parallelbaan. Vanaf het begin kreeg de basis de status mee van reserve of slapende vliegbasis. Incidenteel werd het veld gebruikt door het op de vliegbasis Volkel gelegerde 306 fotoverkenningssquadron.
Vanaf 1973 werden ook op vliegbasis De Peel vliegtuigshelters en bijbehorende infrastructuur gebouwd. Het geld hiervoor kwam uit NAVO-fondsen. Oorspronkelijk zou op De Peel ook een aantal grote vliegtuigbunkers voor toestellen van de Amerikaanse luchtmacht worden gebouwd, maar vanwege de afgelegen ligging van het vliegveld ging dit niet door. De Peel heeft tot 1985 gediend als uitwijkhaven voor het 306 squadron. Voor deze operaties werd een speciaal versterkte bunker gebouwd waarin de ontwikkelapparatuur van twee mobile field processing units (MFPU) werd ondergebracht.
In 1993 werd de basis als vliegveld buiten gebruik gesteld. In die tijd werden vanwege het einde van de Koude Oorlog de in voormalig West-Duitsland gelegerde luchtmachteenheden opgeheven en naar Nederland teruggehaald. Deze eenheden bestonden uit twee met Hawk- en Patriot-luchtdoelraketten uitgeruste voormalige geleide wapen groepen (3GGW en 5GGW) die in 1994 en 1995 werden samengevoegd tot de Groep Geleide Wapens De Peel. Later werd de groep omgedoopt tot Groep Geleide Wapens (GGW), gestationeerd op luchtmachtbasis De Peel.
Half 2019 werd het besluit genomen om met een luchthavenbesluit de vliegbasis opnieuw te activeren, zodat De Peel op termijn eventueel weer kan gebruikt worden als vliegbasis. Dit zal op zijn vroegst in 2024 zijn.

## Inzet
Eenheden van de Groep Geleide Wapens namen regelmatig deel aan internationale oefeningen zoals Roving Sands, Joint Project Optic Windmill, Red Flag en Fighter Weapon Instruction Training. Hiervoor werden zij vaak wekenlang op uiteenlopende locaties binnen en buiten Europa gedetacheerd.
Patriot-eenheden van de GGW zijn daadwerkelijk voor luchtverdediging ingezet in Israël en Turkije tijdens de Golfoorlog. Van 2013 tot 2015 waren Nederlandse Patrioteenheden in Turkije gelegerd om bescherming te bieden tegen eventuele Syrische lucht- en raketaanvallen.

## Integratie luchtverdedigingssystemen
Het Commando Luchtdoelartillerie (CoLuA) van het Commando Landstrijdkrachten (CLAS) werd in 2007 op de De Peel gevestigd na een modernisering van de CLAS-luchtverdedigingssystemen, toen bestaande uit de inmiddels uitgefaseerde (maar bij de Duitse landstrijdkrachten nog immer operationele) "Cheetah", een self-propelled, radargeleid dubbelloops 35mm-kanon, en de FIM-92 Stinger (MAn Portable Air Defense System, MANPADS).
De moderne sensoren en wapensystemen, inmiddels AGBADS (Army Ground Based Air Defense System) genaamd, vormen een "highly mobile" en "netted" mix van sensoren, VSHORAD- en MRSAM-shooters, integreerbaar in een zogenaamd Joint Tactical Information Distribution System als Link-16 of Link-11B.
De luchtverdedigingstaak voor het Commando Luchtstrijdkrachten met hun verouderde FIM-92 Stinger MANPAD's werd in 2008 volledig aan het CLAS overgedragen. De CLAS MANPADS's werden in FGBADS geïntegreerd en ook de Stinger Weapon Platforms deden hun intrede tussen 2008 en 2009.
De SWP's zijn beschikbaar in twee varianten; SWP Fennek, een lichtgepantserd voertuig, met daarop gemonteerd een (eigenlijke) ATAL (Air-to-Air Launcher) met vier Stingers ready to fire, en een SWP MB, een Mercedes Benz-terreinvoertuig, met daarop een Dual Mounted Stinger (DMS) op een tripod, met twee Stingers ready to fire. Beide VSHORAD-raketsystemen beschikken over geavanceerde optische doelopsporings- en herkenningsmiddelen. Door integratie van de SWP's in het (draadloos) AGBADS-netwerk, wat op zijn beurt weer JTIDS-capable is, kan het RAP tot op het niveau van SWP gebracht worden. Dit is een unieke capaciteit en een unieke, waardevolle aanvulling voor het NATINADS (NATO INtegrated Air Defense System).
Naast de SWP's beschikte CoLua sinds 2009 over 2 Fire Units (FU's) NASAMS II (Norwegian Advanced Surface-to-Air Missile System II), elk bestaande uit een SFC (SAM Fire Control Centre), een MPQ-64 "Sentinel"-radar en 3 Launchers met elk 6 AIM-120B (SL)AMRAAM's ((Surface-Launched) Advanced Medium-Range Air-to-Air Missile). Ook zijn deze FU's volledig geïntegreerd in het AGBADS netwerk.
De sensorcapaciteit van AGBADS bestaat, naast de MPQ-64 en de LLAPI (Low Level Air Picture Interface) uit een vijftal TRML (Telefunken Radar Mobil Luftraumuberwachung) radars. Deze radars zijn uitermate geschikt voor het detecteren van doelen met kleine RCS (Radar Cross Section) zoals Cruise Missiles en U(C)AV's (Unmanned Aerial (Combat) Vehicle's), ook op zeer lage hoogtes.
CoLuA heeft als mission statement "het beschermen van eenheden, objecten en gebieden tegen luchtdreiging op zeer lage tot middelbare hoogte, mogelijk bestaande uit FW (Fixed Wing)- en RW (Rotary Wing)-vliegtuigen, U(C)AV's en Cruise Missiles, in elk gewenst coalitieverband. Het CoLua bestaat uit de staf, het kenniscentrum, de 11e Luchtverdedigingbatterij "Kaimana", de 13e Luchtverdedigingbatterij "Ypenburg" en de Opleiding- & Trainingbatterij. Waar de Opleiding- & Trainingbatterij verantwoordelijk is voor de initiële opleidingen van officieren, onderofficieren en manschappen en de opleiding en training van personeel van 11 Luchtmobiele Brigade en van het Korps Mariniers werkend met de FIM-92 Stinger, zijn de Luchtverdedigingbatterijen verantwoordelijk voor de daadwerkelijke luchtverdediging.
Hoewel het CoLua in het recente verleden voor luchtverdedigingstaken niet operationeel is ingezet, is het CoLua herhaaldelijk operationeel ingezet (in individueel, pelotons, en batterij/compagnies verband) voor diverse vredesoperaties, zoals UNFICYP, SFOR, EUFOR, ISAF en SFIR.

## Natuur en landschap
De terreinen van vliegbasis De Peel staan ondanks het intensieve gebruik bekend als biologisch zeer divers. De terreinbeheerders stellen zich natuurbewust op en hebben hier en daar met beperkte middelen kansen weten te benutten om de natuurwaarden van het gebied in stand te houden.
Enkele belangrijke natuurelementen op de basis zijn:
- De voor de natuur strategische ligging tussen twee grote bosgordels en een keten van Peelrestanten zoals De Bult en de Heidsche Peel. Daarbij past de aanwezigheid van enkele faunatunnels. Er bestaat een plan voor aanleg van een zogenoemde robuuste ecologische verbindingszone van de Stippelberg naar de Mariapeel waarvan de uitvoering anno 2010 echter onzeker is.
- Het startbanencomplex herbergt onder meer een van de laatste populaties van de grutto van enige omvang in het zuiden van Nederland. Bepaalde graspercelen krijgen daarom op gezette tijd een dosis stalmest.
- Op meerdere plekken, met name op de zuidelijke helft van het vliegbasisterrein, zijn heidevelden behouden gebleven of nieuw tot ontwikkeling gebracht op voormalige landbouwgronden. Deze zijn onder meer van belang voor de levendbarende hagedis en zouden dat misschien kunnen worden voor gladde slang wanneer deze soort zich vanuit de Mariapeel naar het noorden zou gaan verbreiden.
- Het Peel- of Defensiekanaal met oude bosbegroeiing is een oud structuurdragend landschapselement met veel oude kazematten. Een aantal daarvan is ingericht als overwinteringsverblijf voor vleermuizen.
- De waterbeheersing op het terrein is aangepast met het oog op verdrogingsbestrijding voor de natuurgebied in de omgeving, zoals de Stippelberg. Daartoe is een aantal nodeloos diepe watergangen ondieper gemaakt.

### Hazenhut
Dwars door het vliegbasisterrein loopt een historisch belangrijke oude verbindingsroute tussen Brabant en Opper-Gelre ofwel van Helmond via Milheeze naar Venray. Op de grens lag logement-tapperij 'De Hazenhut'. Deze herberg bestaat op deze plek al lang niet meer, maar ze werd begin 20e eeuw op enige afstand herbouwd, dit gebouw is nog op het vliegbasisterrein aan te treffen.